# Raimond Berengar II av Provence
Raimond Berengar II, född cirka 1135, död 1166, var greve av Provence mellan åren 1144 och 1166.
Hans farbroder Ramon Berenguer IV, greve av Barcelona var hans riksföreståndare till år 1157. 
Raimond Berengar II ärvde grevetiteln efter att hans far, Berengar Raimond I, avled under en offensiv mot Genua år 1144. Hans rätt till titeln ifrågasattes genast av ätten Baux och hans farbror, greven av Barcelona, gick in militärt för att säkra tronen. Stridigheterna kom att kallas Bauxkrigen och de fortsatte fram till år 1162, då farbrodern avled. Raimond Berengar och ätten Barcelona gick dock segrande ur Bauxkrigen.
Provence löd under den här tiden under tysk-romerska riket, så i augusti 1161 reste farbrodern och Raimond Berengar II till Turin för att får grevetiteln bekräftad av tysk-romerska kejsaren Fredrik I Barbarossa. I Turin träffade Raimond Berengar I de polska prinsessan Richeza av Polen, dotter till den i exil varande polske hertigen, Vladislav II av Polen. De två gifte sig den 17 november samma år och på återresan avled farbrodern.
Raimond Berengar I återupptog kriget med Genua, men dog år 1166 under ett försök att inta Nice. Hans dotter Douce efterträdde honom och hans änka Richeza gifte sig med Raimond V av Toulouse.